# Tiruvaiyaru
Tiruvaiyaru (Tamil: திருவையாறு Tiruvaiyāṟu [ˈt̪irɯˌʋai̯jaːrɯ], auch Thiruvaiyaru) ist eine Stadt im indischen Bundesstaat Tamil Nadu. Die Einwohnerzahl beträgt rund 16.000 (Volkszählung 2011).
Tiruvaiyaru liegt im Kaveri-Delta am Nordufer des Kaveri-Hauptarms im Distrikt Thanjavur 14 Kilometer nördlich der Distrikthauptstadt Thanjavur. Die Entfernung nach Chennai (Madras), die Hauptstadt Tamil Nadus, beträgt 340 Kilometer. Tiruvaiyaru ist Hauptort des Taluks Tiruvaiyaru.

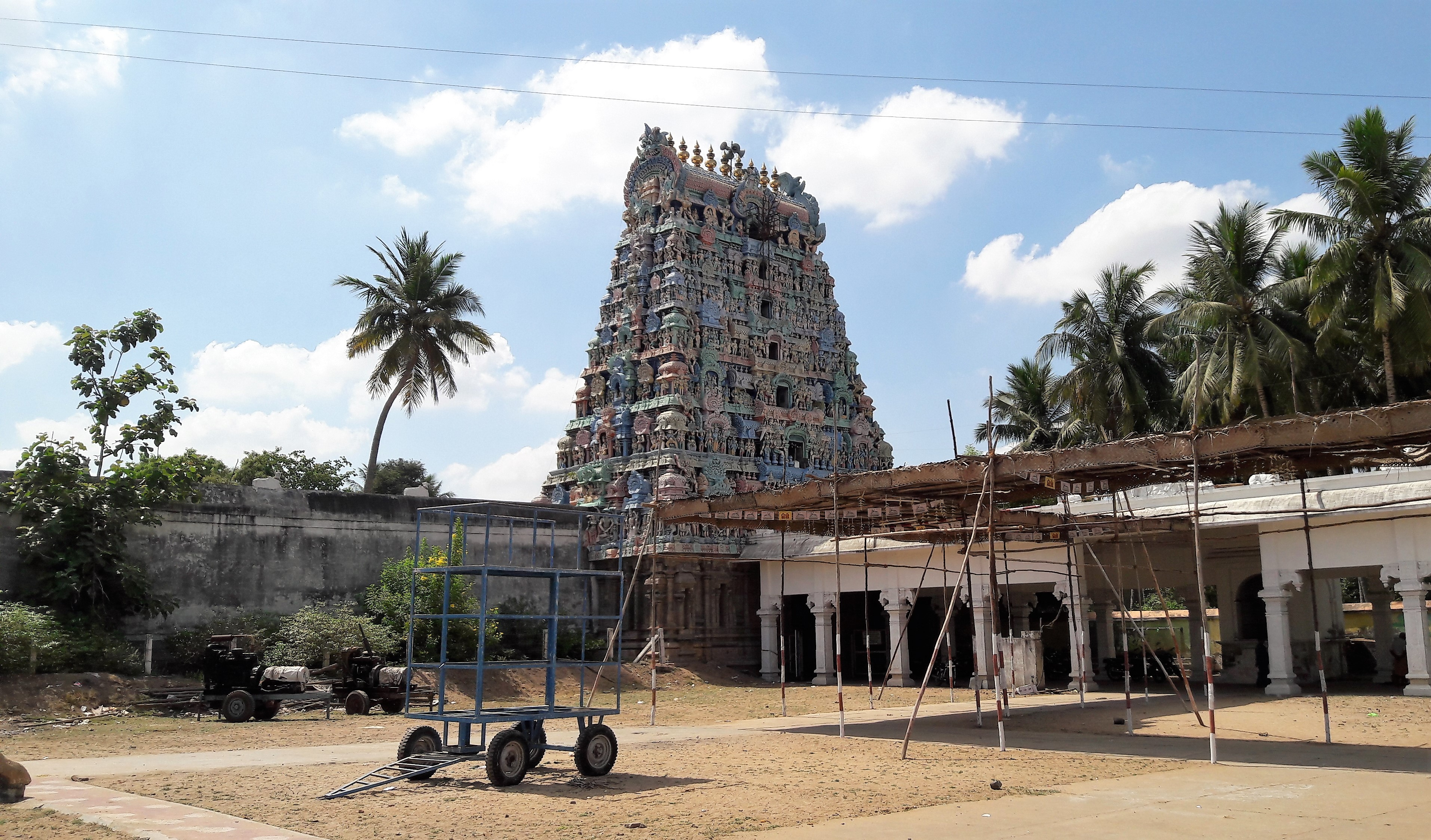
Der Aiyarappar-Tempel

Tiruvaiyaru beherbergt einen bedeutenden Hindu-Tempel, den Aiyarappar-Tempel, der dem Gott Shiva geweiht ist. Tiruvaiyaru wurde bereits im 7./8. Jahrhundert in den Tevaram-Hymnen der Dichterheiligen Appar, Sundarar und Sambandar besungen. Damit gehört der Aiyarappar-Tempel zu den heiligen Orten des tamilischen Shivaismus (Padal Petra Sthalams).
92 Prozent der Einwohner Tiruvaiyarus sind Hindus, 5 Prozent sind Christen und 2 Prozent Muslime. Die Hauptsprache ist, wie in ganz Tamil Nadu, das Tamil, das von 98 Prozent der Bevölkerung als Muttersprache gesprochen wird.